# Fram med basfiolen, knäpp och skruva
Fram med basfiolen, knäpp och skruva, Som synes vara en elegie, skriven vid Ulla Winblads säng, sent om aftonen eller Fredmans epistel n:o 7 är en av Fredmans epistlar av Carl Michael Bellman, med melodi från arian Chère Anette reçois l´hommage ur madame Favarts och Adolphe Blaises sångspel Anette et Lubin. Som undertiteln antyder bygger denna, i likhet med epistel 12 Gråt Fader Berg och spela, på att en till synes sorglig scen byggs upp innan den byts ut i något helt annat.

## Handling
Bellman arbetar här med två nivåer, en hög, mytologisk, och en låg, världslig, sjaskig. Bellman lyckades genom att använda det bibliska språket få till något annat än hans tidigare enkla bibelparodier och skapa en sakral stämning som gör att parodin träder i bakgrunden och de agerande höjs upp till en högre nivå där åhörarna kan empatisera med dem.
Sången utspelar sig vid vad som ser ut att vara Ulla Winblads dödsläger, där Fredman predikar för Fader Berg, som ackompanjerar på violoncell (titelns "basfiol"). Fader Berg är således både elegisk musikant som medlem i Fredmans församling, medan Fredman visar sig vara såväl predikant som Ullas älskare: Ulla ligger inte på sin dödsbädd, utan i en helt vanlig säng, efter ett tag tillsammans med Fredman.
Den violoncell som Fader Berg spelar på har även den en dubbel roll, såväl som instrument som symbol för kvinnokroppen; under 1700-talet hade de ofta ett skulpterat kvinnohuvud ovanpå huvudet. När Bellman vid framförandet härmade instrumentet kunde han därför även med händerna låtsas spela på den, vilket kunde tolkas som att han förde händerna över Ulla Winblads kropp. Denna tvetydighet återspeglas även i texten, från första raden.
I första strofen försöker Fredman trösta Fader Berg, men han söker också tröst själv. Fader Bergs spelande ökar visserligen plågan, men Fredman ser även chansen till svalka i Bergs brännvinsglas. Efter denna bacchanaliska cliché (om än i elegisk mask) går andra strofen över och antar griftetalets form, samtidigt som parodin når högre höjder. Ullas säng blir såväl kärleksgudinnans grav som ett tempel; när skönheten kastar "sina liljor döden till rov" är det såväl en bild av oskulden som offrar sitt liv, som sin oskuld åt orgasmen, "le petit mort". Slutraden "och min själ är i behov" ändrades från tidigare "din själ", vilket troligen ändrades för att undgå kyrklig kritik: Ullas själ skulle då samtidigt vara i behov av erotisk förlöselse som den sista smörjelsen.
I de två avslutande stroferna fullföljs såväl samlaget som dubbeltydigheten. Dödsbädden blir bröllopssäng när Ulla får sin myrtenkrona, och Ulla blir då på den höga nivån en kristi brud, medan hon på den låga närmar sig orgasmen. Ullas "sång om jungfrurs öden" spelar på såväl jungfrumartyrer som hur jungfrur förlorar oskulden, men kan också handla om Ullas utrop i sängen. Sista strofens "kött och blod" som "förklara sig"  är hämtade från kristendomens språk: det första ur vigselformuläret, det senare syftar på hur själarna befrias från köttet. Detta återkommer i de sista raderna, när Fredman vill att Ulla skall såväl som åter "kvickna" i graven.